# ماثيو بيرنت
ماثيو بيرنت هو ملحن ومنتج أسطوانات كندي، ولد في 24 يوليو 1991 في تورونتو في كندا.

## روابط خارجية
- ماثيو بيرنت على موقع IMDb (الإنجليزية)